# Alexandra Lerman
Alexandra Lerman (hebreiska: אלכסנדרה לרמן), född 25 februari 2008, är en israelisk konstsimmare.

## Karriär
Vid junior-EM 2023 i Funchal var Lerman en del av Israels lag som tog guld i fri kombination. Vid konstsim-EM 2025 i Funchal var hon en del av Israels lag som tog brons i det fria lagprogrammet.